# آنا گررا
آنا گررا (به اسپانیایی: Ana Guerra) با نام کامل آنا آلیسیا گوئرا مورالس (به اسپانیایی: Ana Alicia Guerra Morales)(زاده ۱۸ فوریهٔ ۱۹۹۴) خواننده، بازیگر اسپانیایی است.